# Pere Maria Orts i Bosch
Pere Maria Orts i Bosch (Valência 5 de julho de 1921 – 26 de fevereiro de 2015) foi um escritor, historiador, investigador, heraldista e colecionador de obras de arte valenciano. Foi membro da Academia Valenciana da Língua e receveu a Alta Distinção da Generalidade Valenciana em 2006.

## Biografia
Bosch nasceu na cidade de Valência em 5 de julho de 1921. Fez os seus estudos primários e secundários na escola dos Escolápios de Valência. Embora se tenha licenciado em Direito na Universidade de Valência em 1945, e o seu avô historiador Pere Maria Orts i Berdin (1839) ter sido juiz do Tribunal Superior de Valência, não se dedicou ao Direito.
Cuando tinha 45 anos, Orts passou a residir em Benidorm, onde a sua família paterna vivia, para fazer investigações sobre la Marina (Marina Alta e Marina Baixa). O seu objetivo principal era a descoberta de documentos e obras de arte que pertenceram ao antigo Reino de Valência, co'a esperança de completar o patrimônio Valenciano e parte da sua história perdida. Como mecenas de arte, ampliou o seu patrimônio familiar com 'a compra de diverses obras de arte. Procurou objetos únicos em bibliotecas, arquivos e museos de fora do País Valenciano. Doou a maioria destes a instituções públicas valencianas, em particular a:
- Biblioteca valenciana: mais de 11.000 volumes doados, dos quais 13 incunábulos.
- Museu de Belas-Artes de Valência: 229 pinturas do Trecento até ao século XX foram doadas. Diversos objetos artísticos de gran valor foram também doados. Incluem-se 10 esculturas, porcelana da Companhia das Índieas, vidro de Murano, e uma combinação de 69 peças de cerâmica tanto da Espanha (Manises, Talavera de la Reina, l'Alcora e Ribesalbes) como de outros países (China, Japão e França).

Entre as suas outras doações têm 3 tapeçarias, 7 cálices, diversos candelabros, 9 móveis, e inclusive uma escrivaninha de prata.
Morreu em Valência em 26 de fevereiro de 2015.

## Obra
Entre as obras que Orts escreveu, podem-se destacar as seguintes:

### Emcatalão
- Arribada d'una imatge de la Verge a Benidorm (1972).
- Introducció a la història de la Vila-Joiosa i el notari Andreu Mayor (1972).
- L'almirall Bernat de Sarrià i la Carta de Poblament de Benidorm (1976).
- Història de la Senyera al País Valencià (1979) .[3]
- Carta Pobla de Benidorm (1987).
- Carta Pobla d'Altea (1988).
- Carta Pobla de la Núcia (1989).
- Notes sobre certs topònims valencians en el Llibre dels fets del rei En Jaume (1994) em Saitabi, revista da Faculdade de Geografia e História da Universidade de Valência.

### Emespanhol
- Una imagen de la Virgen en Benidorm (1965).
- Alicante, notas históricas (1373–1800) (1971).
- Regalismo en el siglo XVI. Sus implicaciones políticas en la Diputación de Valencia (1971).
- Los Borja: de Xàtiva a Roma. Notas acerca del origen y ascenso de los Borja (1995).

Além disso, escreveu muitos artigos sobre a história de Benidorm e a toponímia da Marina Baixa na revista para as festas de Benidorm, muitos prólogos para outros libros, e artigos para obras coletivas. Colaborou também com estudos sobre genealogia e heráldica na Gran Enciclopédia da Região Valenciana (1972–77).

## Prêmios e reconhecimientos
- Cronista oficial e Filho Adoptivo de Benidorm (23 Dezembro 1985).
- Prêmio de Honor das Letras Valencianas (1996).
- Acadêmico de Honor da Real Acadêmia de Belas-Artes de São Carlos de Valência desde 1999.
- Filho Predileto e Medalha de Ouro da Cidade de Valência.
- Alta Distinção da Generalitat Valenciana (2006).
- Distinção Cultural Cidade de Benidorm (9 Outobro 2008)

## Posições
- Membro da Diretoria do Museu de Belas-Artes de Valência São Pio V (2001).
- Membro da Academia Valenciana da Língua (2001).
- Membro do Conselho de Bibliotecas do Departamento de Educação da Generalitat Valenciana desde 1987.
- Conselheirr da commissão de subvenções para o estudo da cultura Valenciana em 2000, 2003 e 2007.
- Membro do jurado para o prêmio de poesia Alfons el Magnànim em Valenciano (2003).